# 卷苞风毛菊
卷苞风毛菊（学名：Saussurea sclerolepis）为菊科风毛菊属的植物，是中国的特有植物。分布在中国大陆的辽宁、北京、河北、内蒙古等地，生长于海拔1,700米至1,900米的地区，见于草地、林缘、山坡及山沟，目前尚未由人工引种栽培。

## 异名
- Saussurea sclerolepis Nakai et Kitag. var. parasclerolepis (Bar. et Skv.) C. Y. Li